# Сабор народне музике Србије
Сабор народне музике Србије је такмичарски фестивал српске народне музике који приређују Савез естрадно-музичких уметника Србије (СЕМУС) и Радио-телевизија Србије. Манифестација је настала по угледу на Београдски сабор, фестивал који је некада окупљао најпопуларније извођаче и највеће ауторе народне музике са простора Југославије. Први Сабор одржан је 3. новембра 2019. године у РТС-овом студију 8 на Кошутњаку. Прилику да се такмиче имали су млади талентовани аутори, али и проверени композитори народне музике.
Од 2024. године такмичарски програм је подељен на две категорије — прве вечери се изводе староградске песме и романсе, а друге новокомпоноване народне песме. Све награде се додељују засебно за сваку категорију.

## Досадашња издања
| Година | Награде стручног жирија                   | Награде стручног жирија                                  | Награде стручног жирија                     |
| ------ | ----------------------------------------- | -------------------------------------------------------- | ------------------------------------------- |
| Година | Прво место                                | Друго место                                              | Треће место                                 |
| 2019.  | Ивана Шашић — Ја сам жена, нисам стена    | Немања Максимовић — Лепа Стана                           | Никола Зекић — Расти мој зелени боре        |
| 2020.  | Ненад Манојловић — Завет у аманет         | Дејан Недић — Још од лане бројим дане                    | Љиљана Александрић — Волео си и ти мене     |
| 2022.  | Милена Лазаревић Поповић — Душа душе моје | Милена Јанковић и Јован Михаљица — Поведи ме, срећо моја | Милош Радовић — Добро вече, пријатељу стари |
| 2023.  | Александра Ристановић — Ех, да могу       | Иван Милинковић — И то је мало                           | Стефан Петровић Космајац — Славска свећа    |
| 2024.  | Запис — Крц, крц орашчић                  | Ивана Тасић Митић — Јана                                 | Ранко Шемић — Хвала ти, животе              |
| 2024.  | Ђорђе Чавић — На дну боце                 | Јасна Ђокић — Како си, срећо                             | Страхиња Живановић — Београде, бели граде   |

Легенда:
|  | Новокомпоноване народне песме |
|  | Староградске песме и романсе  |